# 22543 Ranjan
(22543) Ranjan là một tiểu hành tinh nằm giữa Sao Hỏa và Sao Mộc.

## Tên gọi
Tiểu hành tinh này được đặt theo tên của Sukrit Ranjan qua Ceres Connection ở phòng thí nghiệm Lincon của MIT.